# Luca Negosanti
Luca Negosanti (Cesena, 5 dicembre 1986) è un thaiboxer italiano.
Attualmente è detentore di due titoli: Campione Italiano Professionisti K-1 nella categoria -64,500 kg e Campione Europeo Professionisti Muay Thai Full Rules nella categoria 62,300 kg.

## Biografia
All'età di 23 anni inizia a praticare la muay thai presso la scuola del maestro cesenate Igor Ronchi, la Pro Fighting Cesena, dove si allena ancora. Esordisce nei classe N con una vittoria dopo soli sei mesi di allenamento.

## Titoli
Per Luca Negosanti il 2010 è stato l'anno della rivelazione. Nel fight contest "Fight Never End 2", ideato ed organizzato dal maestro Ronchi, dell'11 dicembre al Carisport di Cesena vince il titolo di campione italiano di muay thai full rules contro il romano Edoardo Tocci per KO: il colpo fatale al capitolino è una gomitata al volto che lo apre, costringendo il medico ad intervenire e l'arbitro a dichiarare la fine del match con la vittoria del borellese. Il 30 gennaio 2011 a Catanzaro, Negosanti vince ai punti il suo secondo titolo italiano, questa volta nella disciplina K-1 contro Antonio Gualtieri del Team Morace.
Il 2011 è l'anno della conferma perché sempre al Carisport di Cesena, durante "Fight Never End 3" del 5 novembre, Negosanti vince il titolo europeo WAKO Pro di muay thai full rules contro il campione portoghese Pedro 'Kol' De Almeida: ancora una volta è una gomitata a chiudere l'incontro, dopo poco più di un minuto, sancendo il successo dell'atleta cesenate.
Il talento borellese, a causa di un problema al piede accusato nell'incontro contro Gualtieri e ripresentatosi dopo la vittoria con De Almeida, è costretto a saltare le selezioni per Yokkao Extreme, per dedicarsi unicamente all'allenamento e alla preparazione dei prossimi incontri assieme al maestro Igor Ronchi.

## Palmarès
- 2010 Campione Italiano Professionisti muay thai full rules categoria -62,300 kg
- 2010 Campione Italiano Professionisti K-1 categoria -64,500 kg
- 2011 Campione Europeo Professionisti muay thai full rules categoria 62,300 kg

## Curiosità
Dopo le vittorie dei due titoli italiani il giornalista Gian Piero Travini de La Voce di Romagna ha attribuito a Negosanti il soprannome 'The Blade', 'La Lama', adducendo alla tremenda gomitata che ha portato il campione di Borello a vincere la cintura di campione italiano nel K1 contro Antonio Gualtieri.